# Heddaprisen
Heddaprisen är den mest prestigefyllda utmärkelsen i norsk teater. Priset delades ut första gången 1998. Då delade man ut priser i fem kategorier, idag delar man ut priser i elva kategorier. Tre kandidater nomineras i alle kategorier utom tre.
Sedan 2005 har prisutdelningen skett i Nationaltheatrets foajé i september. Priset som delas ut är en statyett tillverkad av bildhuggaren Nina Sundbye. Statyetten föreställer Hedda Gabler med ett pistolhandtag som fot.

## Priser 2008
- Heddas ærespris: Elsa Nordvang
- Bästa kvinnliga huvudroll: Kjersti Sandal för rollen som Anna i «Karl og Anna», Rogaland Teater.
- Bäste manlige huvudroll: Anders Baasmo Christiansen för rollen som Hamlet i «Hamlet», Riksteatret.
- Bästa kvinnliga biroll: Mari Maurstad för rollen som Miss Lamont i «Singin' in the Rain», Oslo Nye Teater.
- Bäste manlige biroll: Morten Espeland för rollen som Peter Karpati i «Den arabiske natta», Det Norske Teatret.
- Bästa regi: Anne-Karen Hytten for «Vildanden», Trøndelag Teater
- Årets teaterprojekt: «Mann=Mann», Rogaland Teater och Transiteatret i regi av Tore Vagn Lid.
- Bästa scenografi/kostymer/ljusdesign: Ingrid Tønder för det visuella konceptet till «Den arabiske natta», Det Norske Teatret.
- Årets barn- och ungdomsföreställning: «Vinterdvale» av Heleen Verburg, Teatret Vårt.
- Årets debutant: Christopher Nielsen för texten till «Verdiløse menn», Torshovteatret.
- Særlig faglig innsats: Tormod Lindgren för scenografi till @lice, Riksteatret/Rikskonsertene.